# 莫桑比克独立战争
莫桑比克独立战争是莫桑比克解放阵线与葡萄牙之间发生的一次武装冲突。这场战争开始于1964年9月25日，双方于1974年9月8日停火。在进行了磋商之后，莫桑比克于1975年独立。
莫桑比克人民对葡萄牙统治者的不满是这场战争的起因，他们认为莫桑比克实行的法律法规都只利于葡萄牙本土。许多莫桑比克人还对葡萄牙政府禁止他们接受教育的政策感到愤怒。随着二战之后非洲民族自决运动的兴起，莫桑比克的民族主义力量也渐渐的壮大起来，莫桑比克人开始越来越反感外国统治者的统治。
一些激进的莫桑比克人在移居到邻国的众多莫桑比克知识分子的庇护下，开始计划在国内开展政治活动。最终形成的莫桑比克解放阵线在苏联、中国和古巴的援助下掀起了一场为时十年的战争。
从军事角度来说，葡萄牙军队在这场战争中占了上风，但最终获胜的却是处于不利地位的莫桑比克解放阵线，主因是1974年4月25日爆發的葡萄牙康乃馨革命推翻了持續保留海外領土的第二共和政府；革命後葡莫兩方進行政治談判，終使莫桑比克在1975年6月25日獲得獨立，葡萄牙殖民帝國在东非进行的470年的统治也就此结束。康乃馨革命的起因之一，便是部分葡萄牙人对葡萄牙治下莫桑比克人不公待遇的关注而起。

## 背景

### 葡萄牙殖民地
莫桑比克已知最早的居民是布什曼人。在1世纪和4世纪时，一些说班图语的部落跨过了赞比西河进入了莫桑比克。1498年，葡萄牙探险家于莫桑比克海岸登陆。葡萄牙在东非的影响力在16世纪开始蓬勃发展，它在东非建立了一系列殖民地，统称为葡属东非。在这些靠贩卖奴隶与黄金来获利的殖民地中，大部分都是私人身份的殖民者建立的，葡萄牙在东非并没有中央管理部门。在东非殖民地迅速发展的同时，葡萄牙将它的注意力转向了印度和巴西。
19世纪，欧洲国家在非洲的殖民地进入了全盛时期。在失去了巴西这片广大的土地后，葡萄牙开始将精力集中于非洲殖民地的发展，而这却造成了与大英帝国的直接冲突。在大卫·利文斯顿于1858年探险返回后，英国对莫桑比克便有了更浓厚的兴趣。为了在东非建立更多的殖民地，英国向葡萄牙提出了出让一部分殖民地的要求。为了避免与强大的英国皇家海军发生冲突，葡萄牙答应了英国的要求，并于1881年5月确定了至今仍未改变的莫桑比克疆域。在这之后，莫桑比克的实际统治者变成了以莫桑比克公司、赞比西公司和尼亚萨公司为首的各个殖民组织，而英国则为这些组织提供资金和廉价劳工，作为回报，这些公司会修建铁路及开采矿藏来发展各个殖民地。这些公司的统治范围由沿海一直深入到内陆，它们在自己的领土上设立了大型农场，并开始向当地居民征税。

莫桑比克是一个位于非洲南部的国家。

在殖民地迅速发展的同时，当地人的抵抗活动却并没有停止。1895年，一支由莫桑比克和津巴布韦各部落组成的抵抗力量被消灭，而其余的一些内陆部落也在1902年被打败。同年，葡萄牙定洛伦索·马贵斯为莫桑比克首府。1926年，葡萄牙内部的政治危机和经济危机导致了葡萄牙第二共和国的诞生，而葡萄牙人对非洲殖民地的兴趣也再次变得浓厚起来。第二次世界大战之后，莫桑比克境内的民族自决运动开始兴起。

### 莫桑比克解放阵线的壮大
1951年，为了向全世界宣示莫桑比克拥有更高的自主权，葡萄牙将其定位为了海外领地。尽管如此，葡萄牙还是对莫桑比克控制得很严。二战之后新独立的众多非洲国家，再加上当地黑人受到的不平等待遇，使莫桑比克境内的民族主义得到了迅速的发展。

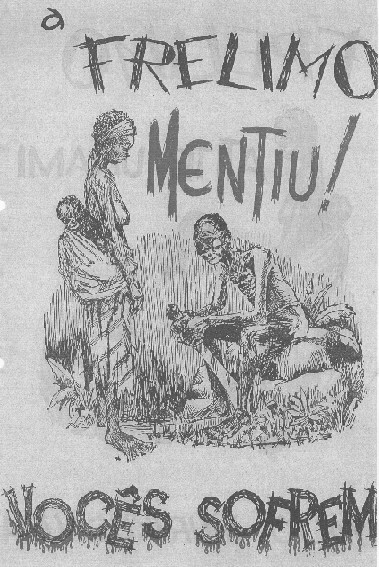
一幅由飞机空投下来的葡萄牙宣传画，上面的文字意为“莫桑比克解放阵线是骗子！你们是过不了好日子的！”

除了极度贫穷之外，莫桑比克境内的黑人还被剥夺了工作权和受教育权，他们也不能参政。许多莫桑比克人都认为他们的文化与传统遭到了葡萄牙文化的侵蚀。持不同政见者往往会被放逐。葡萄牙政府还强迫莫桑比克农民种植出口用的水稻和棉花，而这些农民得到的回报却非常少。另外，至1960年为止，共有250000名当地工人被葡萄牙政府发配到了钻石矿和金矿。1950年，在5733000名莫桑比克人中，只有4353人获得了选举权。葡萄牙人与莫桑比克人的混血后代非常少（根据1960年的人口普查，在800万到1000万莫桑比克人中只有31465人为葡莫混血儿）这也从另一个侧面反映了葡萄牙人与莫桑比克人之间的隔阂。
1962年6月25日，信仰马列主义的莫桑比克解放阵线于坦桑尼亚的达累斯萨拉姆成立。这个组织是各个流亡中的莫桑比克人将多个已有的民族主义组织，在一次会议中合并而成的。由于葡萄牙政府对莫桑比克的民族主义运动采取高压政策，因此莫桑比克解放阵线这样的组织只能在国外形成。一年之后，莫桑比克解放阵线于达累斯萨拉姆设立了总部，并在社会学家爱德华·孟德兰的带领下展开了为莫桑比克争取独立的运动。在最初的两年中，莫桑比克解放阵线开展了各种政治运动以使莫桑比克和平独立，但却没有成功。在尝试和平独立失败之后，孟德兰于1964年下令在莫桑比克境内展开游击战。
非洲各国的独立运动在一开始就得到了美国的援助，这不仅是因为美国奉行威尔逊政策，而且还是美国在非洲对抗苏联的大战略中的一部分。随着莫桑比克解放阵线的活动为各国所知，美国也就减少了对其的援助，因此它与其它一些反共的民族主义组织便开始依赖于罗得西亚和南非。尽管联合国向葡萄牙施压要求其允许莫桑比克独立未果，而相反地，葡萄牙却通过威胁退出北约而迫使美国停止了对莫桑比克解放阵线的援助。这样一来，莫桑比克的各个民族主义组织就被迫向东方集团靠拢了。

### 苏联援助
由于具有重要的战略意义，非洲各殖民地的独立运动在1950年代末开始受到了苏联和中国的援助。苏联认为，非洲的独立运动有可能成为西方国家的负担，而对自己来说则是一个扶植亲苏政权的好机会。
在莫桑比克解放阵线成立之前，苏联在莫桑比克独立运动中扮演的角色比较复杂。尽管各个民族主义组织在莫桑比克境内开展了许多政治运动，但苏联却无法对哪个组织会成功做出准确的预测。因此，莫桑比克境内的所有民族主义组织都得到了苏联的援助。
爱德华·孟德兰的继任者，后来的莫桑比克总统萨摩拉·马歇尔，对苏联和中国的援助表示了肯定，他说：“只有苏联和中国是真心帮助我们的…它们拥有丰富的作战经验，而其中只要对莫桑比克有益的，我们都要学习。” 除了于1972年由海路接收到的122毫米火箭炮和来自俄罗斯、古巴和东德的1600名专家之外，莫桑比克境内的游击队还从苏联那里学到了颠覆与政治战的技巧。1975年莫桑比克解放阵线成立之后，苏联仍然没有停止对莫桑比克的援助。直到1981年，莫桑比克境内仍有230名苏联军事顾问和800名古巴军事顾问。古巴援助莫桑比克的原因有两个，一是向外界输出古巴革命的“反帝国主义”思想，二是当时的古巴急需新盟友。不仅是莫桑比克，古巴援助过的左翼非洲国家还有安哥拉、埃塞俄比亚、几内亚比绍和刚果共和国。

## 冲突

### 孟德兰领导的暴乱（1964年-69年）

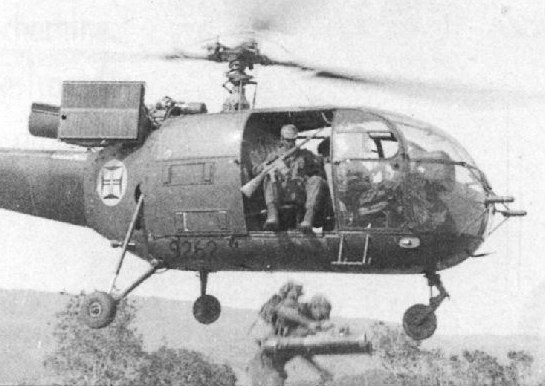
云雀III型直升机是非洲最常见的武装直升机之一，但其在莫桑比克的冲突中却很少出现。

在战争爆发时，莫桑比克解放阵线只有7000人，这样小的军队是很难在常规战中战胜规模大的多的葡军。因此，莫桑比克解放阵线就开始争取莫桑比克人民的支持，以此来将葡萄牙政府推上谈判桌，最终实现莫桑比克的和平独立。尽管拥有一支规模较大的军队，葡萄牙却并没有掉以轻心。莫桑比克境内的葡萄牙政府军士兵数量从1964年的8000人一下上升到了1967年的24000人。在同一时间段内，葡萄牙征募的当地士兵数量也上升到了23000人。1969年，葡萄牙又在莫桑比克开始了对860名特种部队新兵的训练。
莫桑比克解放阵线的军事领导人为菲利普·萨缪尔·马盖亚，他领导的军队曾在阿尔及利亚接受过训练。其属下的游击队从苏联和中国得到了许多种武器，其中常见的步枪有莫辛-纳甘步槍、SKS
、AK-47及苏制PPSh-41冲锋枪。常见的机枪有DP机枪、DShK和SG-43。游击队还拥有迫击炮、无后坐力炮、火箭筒、高射炮及9K32（SA-7）便携式防空导弹。在战争接近结束时，游击队还从中国接收到了一批9K32（SA-7），但这些导弹却没能打下任何葡军战机。在整个战争中，葡萄牙只损失了一架战机，这架战机并非为游击队所击落，而是因为自己发射的一颗导弹提前爆炸而坠毁。
葡军的指挥官为安东尼奥·奥古斯托·桑托斯。由于葡萄牙的政策是只给本土军队配备现代化的武器，而给殖民地驻军只配备老式装备，因此在战争爆发时，葡军士兵手中只有二战时期的通讯设备与老式的毛瑟枪。随着战事的发展，葡萄牙很快地意识到自己的士兵需要更好的武器，因此便将殖民地驻军中的步兵制式步枪由毛瑟枪改为了HK G3与FN FAL，而伞兵制式步枪也拥有了AR-10。葡萄牙驻军原先配备的重机枪为MG42，1968年之后被替换为了HK21。葡军的重武器包括了60毫米，81毫米和120毫米掷弹筒、榴弹炮与各种轻装甲车。
葡萄牙并没有在莫桑比克大量地使用直升机，但尽管如此，直升机在莫桑比克上空还是发挥得出色的。在葡军的各种飞机中，负责对地支援的有T6和菲亚特G.91，负责侦察的有Dornier Do 27。葡萄牙空军使用的运输机为Nord Noratlas和C-47。葡萄牙海军在战争中大量地使用了巡逻艇、登陆艇和充气艇。

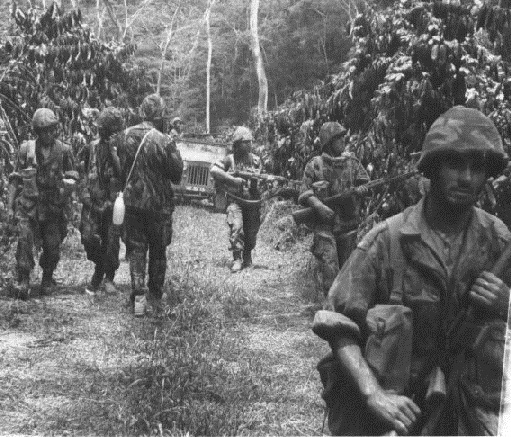
许多葡军士兵都配备有FN FAL或HK G3。

1964年，莫桑比克解放阵线与葡萄牙的谈判破裂，于是，爱德华·孟德兰于9月25日，在坦桑尼亚的总部命令部队进入莫桑比克北部展开游击战。莫桑比克解放阵线采用了传统的游击战术：在敌人的巡逻路线上设伏，破坏敌铁路与通讯线路，打了就跑，并在敌援军赶来之前消失。游击队员们一般配备步枪与全自动手枪，在完成任务撤退时，他们充分地利用了雨季的优势。在天降大雨时，葡萄牙很难通过空中侦察来搜索游击队员，而葡陆军在泥泞的地面上也只能艰难地行进。而轻装上阵的游击队员却能撤退到丛林并消失在各部落中。而且，莫桑比克解放阵线的游击队员从小就生活在丛林中，他们可以很轻易地在丛林中找到食物，因此，游击队并不需要漫长的补给线。
莫桑比克解放阵线的第一次战斗是对柴柴市政府的袭击，在此之后，战事便在莫桑比克中部蔓延开来。在战争早期，游击队经常对葡萄牙的政府设施发动小型的排级袭击。游击队员经常以10人至15人的小队为作战单位而发起进攻。游击队实行这种战术，主要是为了将葡军打散。
游击队员们首先于11月给在莫桑比克北部作战的葡军造成了人员伤亡。在当地人民的帮助之下，游击队得以在北部战胜人数较少的葡军并向南推进。尽管活动范围得到了扩大，但游击队的大多数活动仍然为对政府机构的小规模破坏。当时游击队的通讯与补给都要依靠马拉维湖上的船只。
1965年，游击队得到了全莫桑比克的支持和大量的新兵，因此它的作战单位的规模也得到了扩大。游击队能够得到民众的支持，有一部分是因为它对逃到坦桑尼亚以躲避战事的莫桑比克人提供了大量的援助。与越南人对抗法军与美军的战术相似，游击队也大量使用了地雷来杀伤葡军士兵。

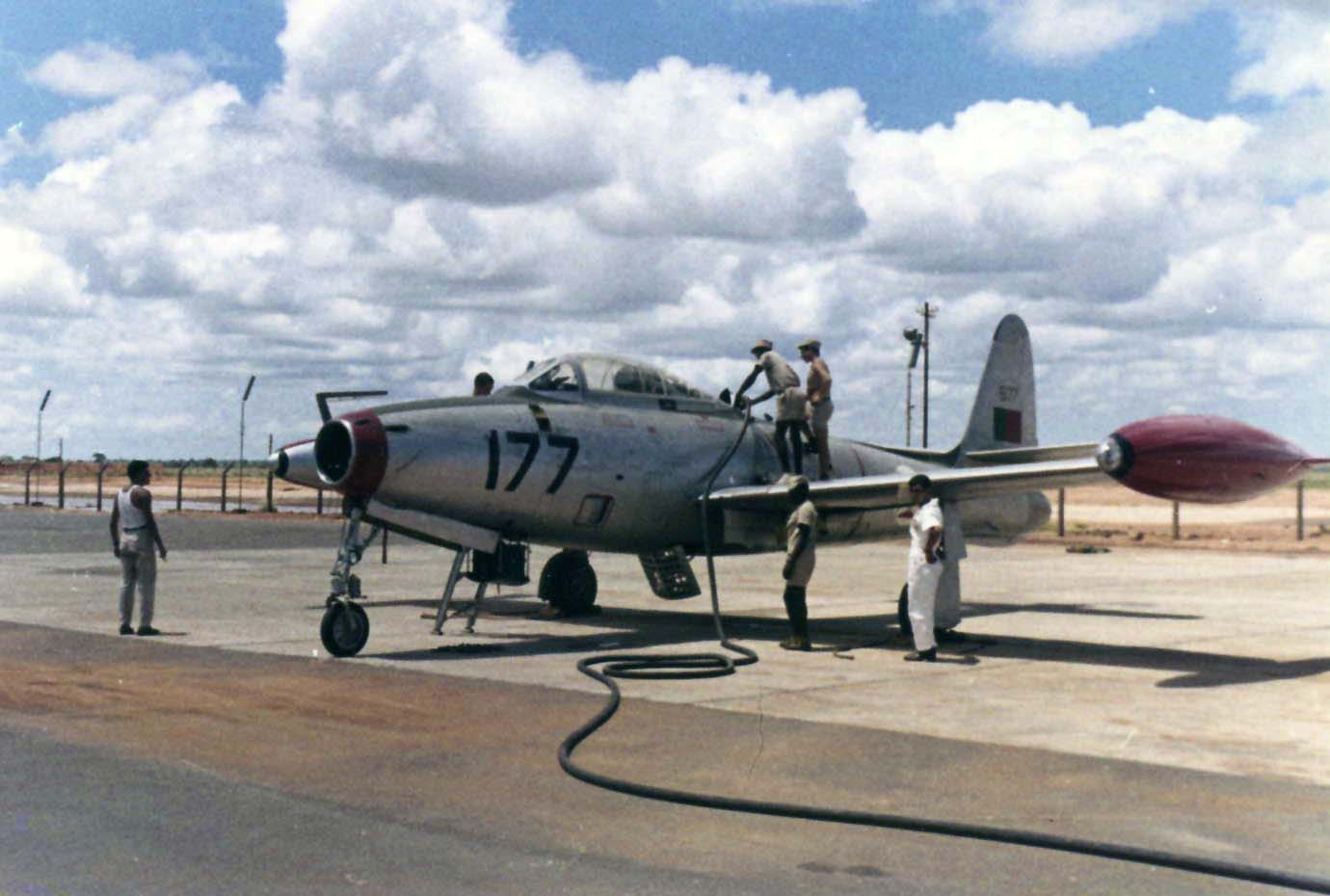
葡萄牙空军驻守非洲的一架F-84。F-84是1968年12月之前葡军用于空中支援的首选战机。

游击队的作战单位最多达到了100人，而女性也开始被吸收进其中。在1966年10月10日（一说11日），菲利普·萨缪尔·马盖亚在视察完前线回到坦桑尼亚的途中被一名游击队员开枪杀死，人们普遍认为这名游击队员事实上为葡军士兵。
到了1967年，莫桑比克解放阵线已经控制了莫桑比克五分之一的土地和七分之一的人口。这时的游击队已经有了8000名士兵。随着越来越多的土地落入游击队之手和对补给的需求越来越高，孟德兰开始考虑向国外寻求援助。最后，游击队得到了苏联和中国援助的大口径机枪，防空步枪，75毫米无后坐力炮与122毫米火箭炮。
1968年，莫桑比克解放阵线在葡军战机的持续轰炸下，成功地召开了第二次代表大会。这次大会的成功极大地鼓舞了游击队员们的士气。这也使莫桑比克解放阵线得以在联合国拥有更多的发言权。

### 葡萄牙的现代化建设

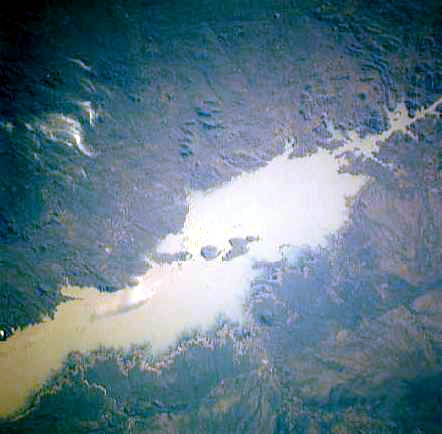
为了赢得民心，葡萄牙政府兴建了加赫拉·巴萨大坝。但与建设初衷不同的是，它却成为了莫桑比克解放阵线的一个重要目标。

在莫桑比克解放阵线发动的暴乱越来越激烈的时候，为了刺激经济增长并赢得民众支持，葡萄牙政府开始对莫桑比克进行现代化建设 。其中包括了修建铁路，公路，学校和医院。
1969年开工建造的加赫拉·巴萨大坝是这个计划的一部分。葡萄牙政府认为，这座大坝的修建将会向全世界展示葡萄牙对殖民地做出的贡献，还能同时使莫桑比克人民对殖民政府更有信心。为了确保大坝能够按期完工，葡萄牙专门从本土输送了3000名士兵及100多万枚地雷以守护它。
莫桑比克解放阵线也知道这座大坝的象征意义，因此它便开始了对大坝的破坏活动，意在迫使葡萄牙中止对大坝的建设。破坏活动一直持续了7年，但它们却未能对大坝本身造成任何伤害，仅有的战果只是几支开往大坝的运输车队。莫桑比克解放战线也在联合国对兴建大坝的计划表达了不满。恰巧在同时，联合国也收到了几份关于葡萄牙殖民地政府的负面性报告，因此在了解了情况后，国际社会撤走了为兴建大坝而给予葡萄牙的几乎全部资金援助。尽管如此，大坝还是在1974年12月竣工了。虽然成功地修建了大坝，但其却没有使莫桑比克人信心大增，相反地，由于原先居住在水坝一带的大量居民被迫迁走，莫桑比克人对大坝的看法并不好。在大坝建成之前，赞比西河每年都会泛滥一次，给两岸的农田带来大量的沃土，但是大坝的竣工也使下游的农民再也无法享受河流泛滥带来的恩惠了。

### 爱德华·孟德兰遇刺
1969年2月3日，爱德华·孟德兰在坦桑尼亚的办公室发生了爆炸，孟德兰本人被炸死。一些资料显示，葡萄牙秘密警察向孟德兰的办公室寄送了一本书，当孟德兰打开这本书时，书中藏有的炸弹便被引爆。而另一些资料却认为是一个不明身份的凶手将炸弹放到了孟德兰的椅子底下。最初的调查将矛头指向了两个莫桑比克解放阵线的军官。其中一个后来被处决，而另一个则在同年4月率队向葡军投降。
尽管人们对这次刺杀行动的细节仍然争论不休，但大多数历史学家与传记作家都认为葡萄牙政府在其中扮演了重要的角色。1990年，葡萄牙秘密警察也承认对孟德兰的死负责。当时，由于无法判定凶手是谁，孟德兰的死不仅使莫桑比克解放阵线的高级将领之间起了极大的疑心，还造成了一场权力斗争，最终使莫桑比克解放阵线变成了一个左翼组织。

### 战争继续进行（1969年-74年）
1969年，安东尼奥·奥古斯托·桑托斯被解职，取而代之的是1970年3月正式上任的考扎·阿利亚加。与他的前任不同，阿利亚加用来打击游击队的部队中，大部分都是非洲本地人，而不是葡萄牙正规军。他这样分配兵力，有一部分是受到了越战美军最高长官威廉·威斯特摩兰的影响。
阿利亚加并不重视由非洲黑人组成的特种部队。到了1972年，他也因此受到了军中其他高级将领的批评。这些人认为，阿利亚加应该大量地使用名为“弗雷查斯”（意为“箭”）的特种部队。“弗雷查斯”部队受葡萄牙秘密警察指挥，其成员为非洲各部落的黑人，他们的任务主要是搜索，侦察与恐怖活动。阿利亚加的副官认为，雇佣非洲黑人士兵的价格较低，并且当地居民对黑人的印象也较好。“弗雷查斯”部队在战争最末期首次登场，在这之后，阿利亚加就在康乃馨革命中被解职了。尽管如此，“弗雷查斯”部队却没有在战后撤离，它在葡萄牙撤军之后发生的莫桑比克内战中仍然有行动。
葡萄牙在莫桑比克独立战争和葡萄牙殖民战争中使用的黑人特种部队有：
- 特种部队：与“弗雷查斯”相似。
- 特种伞兵部队：由黑人志愿兵组成，接受过空降训练。
- 战地搜索特战队：擅长搜索的特种部队。
- 弗雷查斯：由本地人与游击队的叛变人员组成，他们擅长搜索，侦察与恐怖活动。有时他们会穿上缴获的游击队军服执行任务。如果俘虏了游击队员或缴获了他们的武器，这支部队的成员便会得到赏金。

1970年开始，莫桑比克解放阵线加大了对葡军的打击，在城镇内搞恐怖活动成为了游击队的主要任务。游击队还更加大量地使用了地雷，有资料认为，在葡军承受的所有伤亡中，有三分之二是地雷造成的。游击队在战争中使用了多种反坦克地雷与人员杀伤地雷，他们甚至还使用了两栖地雷。对地雷的恐惧迅速在葡军中蔓延开来。葡军经常在遭到攻击后还不知道游击队在哪里，这，再加上对地雷的恐惧，沉重地打击了葡军的士气。

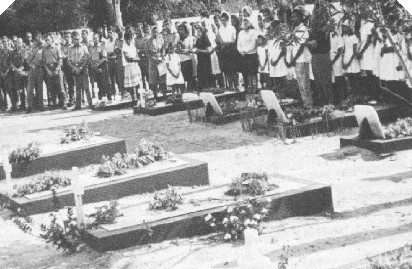
为死去的葡萄牙士兵建立的纪念碑。

1970年6月10日，葡军发起了一次大规模反攻，目标为游击队军营与莫桑比克经常利用的莫坦边境。葡军共派出了35000名士兵，其中主要为伞兵，突击队，海军陆战队与海军炮兵，这些部队主要由黑人组成。
葡军轻型轰炸机，战斗直升机与地面部队之间配合得很成功。他们效仿越南的美军，在战场上大量地使用了直升机来投送兵力，而葡萄牙空军也对游击队的各军营进行了猛烈的轰炸。在空中轰炸之后是葡陆军对这些军营进行的猛烈炮击。在崎岖的路段，葡军在俘虏的游击队员的指引下使用了骑兵来推进。
葡萄牙发起攻击之时，莫桑比克的雨季正好来临，这就给葡军带来了很大的麻烦。葡萄牙士兵不仅装备差，而且陆军和空军之间的协调也很不好。葡陆军只能在没有空中支援的情况下在泥泞的地面上与游击队作战。葡军承受的伤亡渐渐地超过了游击队的伤亡。

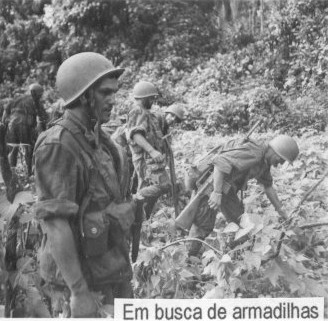
葡军士兵巡逻在崎岖的路面上。

葡军在报告中说游击队共有651人战死，1840人被俘，而葡军损失了132名士兵。阿利亚加将军声称，它的部队摧毁了61座游击队基地与165座军营，并在头两个月内缴获了40吨弹药。尽管这次反攻比葡军在整个战争中发起的其他进攻都要成功，但人们还是认为这是一次失败的行动。
1972年，葡军抛弃了它原先的战术，转而采用了美英的搜索并摧毁式战术。11月9日，莫桑比克解放阵线在特特省发起了大规模的进攻，葡军进行了猛烈的报复。
1972年12月16日，葡军士兵在一个名为威里亚姆的村庄进行了一场大屠杀。葡军士兵共杀害了60-400名被认为是游击队支持者的村民。在被杀的这些人中，大部分都是妇女和儿童。甚至还有调查报告声称，葡军士兵拿村民的人头当足球踢。这场屠杀直到1973年7月才被一英国传教士和两名西班牙传教士发现。
1973年开始，为了打击莫桑比克人对葡萄牙政府的信心，莫桑比克解放阵线开始在各城镇中埋设地雷。为了赢得民心，它还在乡下建设了新的城镇，并允许逃离家乡的莫桑比克人前来居住。游击队在葡占区造成的恐惧，再加上威里亚姆大屠杀被揭露，使莫桑比克的情况变得更严重了。

### 战争末期（1974年-75年）
1960年代末，葡萄牙共产党属下的“武装革命部门”与另一个左翼组织“革命旅”一起，针对葡政府发起了多次恐怖袭击，例如1971年3月8日对坦科斯空军基地的炸弹袭击和10月对奥埃拉什北约指挥部的袭击。

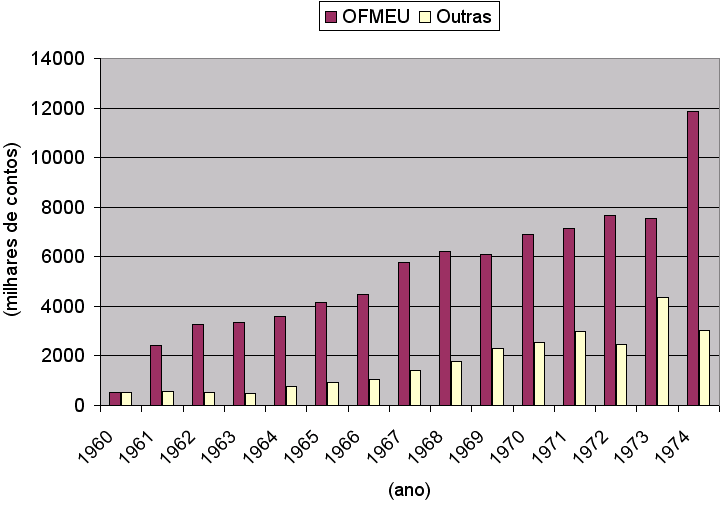
这是反映葡萄牙在战争期间军费变化的柱形图，白色表示原先计划调拨的军费，红色表示因战争而增调的军费。

葡萄牙殖民地战争共花去了葡萄牙政府44%的资金，这就使葡萄牙缺乏足够的资金去建设本土，并造成了公众要求政府以政治途径来解决殖民地问题。
葡萄牙人对政府的不满终于在1974年4月25日爆发，葡军发动政变推翻了政府。许多葡萄牙殖民者在这之后都离开了莫桑比克，葡萄牙新的政府首脑也宣布要与莫桑比克解放阵线进行谈判。由葡萄牙资助的莫桑比克大选激发了游击队新一轮的进攻，葡军不得不放弃莫桑比克北部。在旧政府下台后，葡殖民军中的许多士兵都开始拒绝执行任务，他们整天留在军营内，而不是如往常一样出外巡逻。1974年9月8日，葡萄牙政府与莫桑比克解放阵线签订了停战协议。1975年6月25日是莫桑比克解放阵线成立13周年纪念日，就在同一天，莫桑比克正式宣布独立。

### 印刷材料
- 作者Bowen, Merle. 《The State Against the Peasantry: Rural Struggles in Colonial and Postcolonial Mozambique》，弗吉尼亚大学出版，出版日期2000年。
- 作者Brig. Michael Calvert，《皇家联合服务研究所日志》（Journal of the Royal United Services Institute）中的《在莫桑比克镇压暴乱》（《Counter-Insurgency in Mozambique》）一文，刊数118，出版日期1973年。
- 作者Cann, John P. 《Counterinsurgency in Africa: The Portuguese Way of War, 1961-1974》Hailer Publishing出版，出版日期2005年。ISBN 0-313-30189-1
- 作者Grundy, Kenneth W. 《Guerrilla Struggle in Africa: An Analysis and Preview》，纽约Grossman Publishers出版，出版日期1971年。ISBN 0-670-35649-2
- 作者Henriksen, Thomas H. 《Remarks on Mozambique》，出版日期1975年。
- 作者Legvold, Robert. 《苏联在西非的政策》（《Soviet Policy in West Africa》，哈佛大学出版社出版，出版日期1970年。ISBN 0-674-82775-9
- 作者Mailer, Phil. 《Portugal - The Impossible Revolution?》，出版日期1977年。ISBN 0-900-68824-6
- 作者Newitt, Malyn. 《莫桑比克历史》（《A History of Mozambique》），出版日期1995年。ISBN 0-253-34007-1
- 作者Wright, George. 《The Destruction of a Nation》），出版日期1996年。ISBN 0-745-31029-X

### 网站
- 作者Belfiglio, Valentine J.苏联在西非的攻势，2007年3月10日查阅年3月10日查阅。
- 作者Cooper, Tom.  有关莫桑比克的数据，2007年3月7日查阅。
- 爱德华·孟德兰，2005年9月由Melissa Gottwald修订。2007年2月16日查阅。
- 莫桑比克民族解放阵线 （页面存档备份，存于），2006年10月12日查阅。
- Kennedy, Thomas. .  10. 纽约: Robert Appleton Company. 1911年  [2007-09-23]. （原始内容存档于2021-03-23）. 2007年3月10日查阅。
- 作者Newitt, Malyn.，莫桑比克，2007年2月16日查阅。
- 作者Thom, William G.，苏联给予非洲的援助， 2007年3月10日查阅。
- 作者Westfall, William C., Jr.，莫桑比克暴乱 （页面存档备份，存于），2007年2月15日查阅。
- 作者Wright, Robin，孟德兰的妻子，2007年3月10日查阅。